# Toxeus alboclavus
Toxeus alboclavus es una especie de araña saltarina del género Toxeus, familia Salticidae. Fue descrita científicamente por Jose & Sudhikumar en 2022.
Habita en India.